# Матч всех звёзд НХЛ 2002
52-й Матч всез звёзд НХЛ сезона 2001-02 года проходил на домашней арене команды Лос-Анджелес Кингз накануне главных спортивных стартов четырёхлетия — XIX Олимпийских игр в Солт-Лейк-Сити. Поэтому особого ажиотажа у зрителей и энтузиазма у игроков не вызвал. Дополнительной горькой пилюлей послужил результат Матча всех звёзд 2001 года — 14:12. Некоторые игроки, выбранные голосованием, стали откровенно уклоняться от поездки в Лос-Анджелес. НХЛ, пытаясь бороться с такими проявлениями, отправила во все клубы письмо с угрозой оштрафовать тех, кто потворствует «уклонистам», на миллион долларов. Но когда был объявлен состав участников матча, пытавшиеся отказаться Модано, Альфредссон и Джозеф в нём отсутствовали.
Вызвало удивление многих болельщиков то, что из 20 лучших снайперов чемпионата только 8 получили право выйти на лед в Лос-Анджелесе. Кроме этого, 3 из 6 вакансий, предназначенных для форвардов, заняли нападающие «Сан-Хосе Шаркс» Оуэн Нолан, Венсан Дамфусс и Теему Селянне, при том, что Нолан с Дамфуссом не входили в число 70 самых результативных хоккеистов сезона, а Селянне находился за пределами первой сотни.

## Составы команд
| Звёзды Америки                                          | Звёзды Америки                                          | Звёзды Америки                                          | Звёзды Америки                                          | Звёзды Мира                                                  | Звёзды Мира                                                  | Звёзды Мира                                                  | Звёзды Мира                                                  |
| ------------------------------------------------------- | ------------------------------------------------------- | ------------------------------------------------------- | ------------------------------------------------------- | ------------------------------------------------------------ | ------------------------------------------------------------ | ------------------------------------------------------------ | ------------------------------------------------------------ |
| №                                                       | Гр.                                                     | Имя и фамилия                                           | Команда                                                 | №                                                            | Гр.                                                          | Имя и фамилия                                                | Команда                                                      |
| Вратари                                                 |                                                         |                                                         |                                                         |                                                              |                                                              |                                                              |                                                              |
| 1                                                       | Канада                                                  | Шон Бурк                                                | Финикс Койотс                                           | 35                                                           | Швеция                                                       | Томми Сало                                                   | Эдмонтон Ойлерз                                              |
| 33                                                      | Канада                                                  | Патрик Руа                                              | Колорадо Эвеланш                                        | 39                                                           | Чехия                                                        | Доминик Гашек                                                | Детройт Рэд Уингз                                            |
| 60                                                      | Канада                                                  | Жозе Теодор                                             | Монреаль Канадиенс                                      | 53                                                           | Россия                                                       | Николай Хабибулин                                            | Тампа Бэй Лайтнинг                                           |
| Защита                                                  |                                                         |                                                         |                                                         |                                                              |                                                              |                                                              |                                                              |
| 2                                                       | Соединённые Штаты Америки                               | Брайан Лич                                              | Нью-Йорк Рейнджерс                                      | 4                                                            | Чехия                                                        | Ярослав Модры                                                | Лос-Анджелес Кингз                                           |
| 4                                                       | Канада                                                  | Роб Блэйк                                               | Колорадо Эвеланш                                        | 5                                                            | Швеция                                                       | Никлас Лидстрем                                              | Детройт Ред Уингз                                            |
| 5                                                       | Канада                                                  | Эд Жовановски                                           | Ванкувер Кэнакс                                         | 15                                                           | Чехия                                                        | Томаш Каберле                                                | Торонто Мейпл Лифс                                           |
| 6                                                       | Канада                                                  | Уэйд Редден                                             | Оттава Сенаторз                                         | 18                                                           | Латвия                                                       | Сандис Озолиньш                                              | Флорида Пантерз                                              |
| 24                                                      | Соединённые Штаты Америки                               | Крис Челиос                                             | Детройт Ред Уингз                                       | 44                                                           | Россия                                                       | Алексей Житник                                               | Баффало Сейбрз                                               |
| 44                                                      | Канада                                                  | Крис Пронгер                                            | Сент-Луис Блюз                                          | 55                                                           | Россия                                                       | Сергей Гончар                                                | Вашингтон Кэпиталз                                           |
| Нападение                                               |                                                         |                                                         |                                                         |                                                              |                                                              |                                                              |                                                              |
| 9                                                       | Канада                                                  | Пол Кария                                               | Анахайм Майти Дакс                                      | 8                                                            | Финляндия                                                    | Теему Селянне                                                | Сан-Хосе Шаркс                                               |
| 11                                                      | Канада                                                  | Оуэн Нолан                                              | Сан-Хосе Шаркс                                          | 13                                                           | Швеция                                                       | Матс Сундин(К)                                               | Торонто Мейпл Лифс                                           |
| 12                                                      | Канада                                                  | Джером Игинла                                           | Калгари Флэймз                                          | 19                                                           | Швеция                                                       | Маркус Нэслунд                                               | Ванкувер Кэнакс                                              |
| 14                                                      | Канада                                                  | Брендан Шенахан                                         | Детройт Ред Уингз                                       | 21                                                           | Норвегия                                                     | Эспен Кнутсен                                                | Сент-Луис Блюз                                               |
| 16                                                      | Соединённые Штаты Америки                               | Майк Йорк                                               | Нью-Йорк Рейнджерс                                      | 24                                                           | Финляндия                                                    | Сами Капанен                                                 | Каролина Харрикейнз                                          |
| 19                                                      | Канада                                                  | Джо Сакик(К)                                            | Колорадо Эвеланш                                        | 27                                                           | Чехия                                                        | Патрик Элиаш                                                 | Нью-Джерси Девилз                                            |
| 25                                                      | Канада                                                  | Венсан Дамфусс                                          | Сан-Хосе Шаркс                                          | 33                                                           | Словакия                                                     | Зигмунд Палффи                                               | Лос-Анджелес Кингз                                           |
| 37                                                      | Соединённые Штаты Америки                               | Марк Пэрриш                                             | Нью-Йорк Айлендерс                                      | 38                                                           | Словакия                                                     | Павол Демитра                                                | Сент-Луис Блюз                                               |
| 55                                                      | Канада                                                  | Эрик Дазе                                               | Чикаго Блэкхокс                                         | 68                                                           | Чехия                                                        | Яромир Ягр                                                   | Вашингтон Кэпиталз                                           |
| 66                                                      | Канада                                                  | Марио Лемьё                                             | Питтсбург Пингвинз                                      | 70                                                           | Россия                                                       | Алексей Жамнов                                               | Чикаго Блэкхокс                                              |
| 91                                                      | Канада                                                  | Джо Торнтон                                             | Бостон Брюинз                                           | 79                                                           | Россия                                                       | Алексей Яшин                                                 | Нью-Йорк Айлендерс                                           |
| 97                                                      | Соединённые Штаты Америки                               | Джереми Рёник                                           | Филадельфия Флайерз                                     | 91                                                           | Россия                                                       | Сергей Фёдоров                                               | Детройт Ред Уингз                                            |
| Тренеры                                                 |                                                         |                                                         |                                                         |                                                              |                                                              |                                                              |                                                              |
| Главный тренер — Пэт Куинн Второй тренер — Робби Фторек | Главный тренер — Пэт Куинн Второй тренер — Робби Фторек | Главный тренер — Пэт Куинн Второй тренер — Робби Фторек | Главный тренер — Пэт Куинн Второй тренер — Робби Фторек | Главный тренер — Скотти Боумэн Второй тренер — Брайан Шуттер | Главный тренер — Скотти Боумэн Второй тренер — Брайан Шуттер | Главный тренер — Скотти Боумэн Второй тренер — Брайан Шуттер | Главный тренер — Скотти Боумэн Второй тренер — Брайан Шуттер |

## Конкурсы «Суперскиллз»
Контроль шайбы — Пол Кария (Анахайм Майти Дакс)
Забег на скорость — Сами Капанен (Каролина Харрикейнз), 14,039 сек.
Броски на точность — Джером Игинла (Калгари Флэймз) и Маркус Нэслунд (Ванкувер Кэнакс), 4 мишени за 6 бросков.
Сила броска — Сергей Фёдоров (Детройт Рэд Уингз), 101,5 миля в час (163,4 км/ч)
Буллиты — Патрик Руа (Колорадо Эвеланш) и Доминик Гашек (Детройт Рэд Уингз) — 1 пропущеная шайба из 9 бросков.

## Ход матча
В первой же смене, в борьбе у ворот новичку Матча звезд Эрику Дазе рассекли локтем бровь, да так сильно, что пришлось наложить семь швов! И это при том, что в подобных матчах силовой борьбы не бывает. Больше её почти и не было: только один раз Рёник припечатал к борту Житника.
После второго периода счет был 5:3 в пользу американцев, и по игре казалось, что они сильнее. Но произошло невероятное: в третьем периоде в ворота стеной стал Николай Хабибуллин, и все 20 первоклассных, а под конец и вовсе «злых» броска разбились о «Стену Булина». Более того, тренер «Звёзд мира» великий Скотти Боумэн за пять минут до конца объединил 6 россиян на площадке — Фёдорова, Житника, Яшина, Жамнова, Гончара и Хабибуллина. Идея оправдала себя в первой же смене: пас Гончара на Фёдорова, сольный проход, щелчок — и шайба в воротах. Вторая русская смена уже при счете 5:6, и вновь гол! А до окончания матча всего минута с небольшим. Американцы меняют вратаря на шестого полевого игрока, но Яшин выдал чудо-пас и Жамнов отправился расстреливать пустые ворота.
После такой развязки казалось, что кандидат на звание MVP матча и «Додж-пикап» только один — отстоявший «на ноль» Хабибуллин. Автомобиль, однако, был вручен Эрику Дазе, забившему два гола после наложения семи швов над бровью. Вероятно, за мужество.

### Статистика
|                | Звёзды Америки                     | Счёт          | Звёзды Мира                             |
| -------------- | ---------------------------------- | ------------- | --------------------------------------- |
| Забитые шайбы  | Первый период                      | Первый период | Первый период                           |
| Забитые шайбы  | Дамфусс (Блэйк) — 0:35             | 1:0           |                                         |
| Забитые шайбы  | Жовановски (Дамфусс, Дазе) — 10:06 | 2:0           |                                         |
| Забитые шайбы  |                                    | 2:1           | Селянне (Жамнов) — 13:10                |
| Забитые шайбы  | Дазе — 15:05                       | 3:1           |                                         |
| Забитые шайбы  |                                    | 3:2           | Селянне (Капанен, Каберле) — 16:52      |
| Забитые шайбы  | Второй период                      |               |                                         |
| Забитые шайбы  | Лемьё (Кария) — 2:02               | 4:2           |                                         |
| Забитые шайбы  |                                    | 4:3           | Нэслунд (Кнутсен) — 5:26                |
| Забитые шайбы  | Дазе (Пронгер, Дамфусс)            | 5:3           |                                         |
| Забитые шайбы  | Третий период                      |               |                                         |
| Забитые шайбы  |                                    | 5:4           | Кнутсен (Сундин, Нэслунд) — 7:52        |
| Забитые шайбы  |                                    | 5:5           | Фёдоров (Гончар) — 16:59                |
| Забитые шайбы  |                                    | 5:6           | Нэслунд (Сундин)                        |
| Забитые шайбы  |                                    | 5:7           | Жамнов (Яшин) — 19:12(п.в)              |
| Забитые шайбы  |                                    | 5:8           | Капанен (Элиаш, Озолиньш) — 19:56(п.в.) |
| Броски в створ | 50 (13+17+20)                      |               | 39 (14+9+16)                            |
| Удаления (мин) | 0                                  |               | 0                                       |
| Вратари        | Руа, Теодор, Бурк                  |               | Гашек, Сало, Хабибулин                  |